# Sindbad – Social Business
Sindbad – Social Business ist ein österreichisches Social Business, das durch ein 1:1-Mentoringprogramm Jugendliche aus Brennpunktschulen mit jungen Mentoren in Beziehung bringt. So will man die Chancengerechtigkeit erhöhen. Das Ziel des Programms ist, Jugendliche beim Einstieg in den Arbeitsmarkt oder in eine weiterführende Ausbildung zu unterstützen. Sindbad bietet den Mentoren außerdem die Möglichkeit auf die Entwicklung ihrer Führungs-Qualitäten durch Trainings und Supervisionen. Unternehmen wird die Chance geboten, einen Blick in die Lebenswelt der Jugendlichen zu werfen.

## Geschichte
Die Gründer von Sindbad, Andreas Lechner und Joseph Kap-herr haben erstmals im Frühling 2016 die Idee eines Sozialunternehmens mit dem Schwerpunkt auf den Einstieg in die Arbeitswelt von Jugendlichen ins Auge gefasst. Im Herbst 2016 standen das Konzept, der Name, das Logo und der Businessplan fest. Als österreichisches Social Business startete Sindbad als gemeinnütziger Verein im November 2016 mit 27 Mentoringteams in die erste Staffel. 2018 wurde eine GmbH gegründet. Die GmbH generiert einen Teil des Einkommens durch Dienstleistungen (Entwicklung von jungen High Potentials und Beratung von Lehrlingsbetrieben). Zum einen wird das Sindbad Persönlichkeits-Training angeboten, durch das junge Angestellte von Unternehmen soziale Verantwortung übernehmen und ihren Führungsstil entwickeln können. Zum anderen gibt es das Sindbad Lebenswelten-Training, welches Unternehmen einen besseren Blick auf die Lebenswelt von Jugendlichen verschafft. Sindbad hat außerdem einen wissenschaftlichen Beirat und Schirmpersonen. Mit 2020 ist Sindbad in Wien, Niederösterreich, Graz, Linz und Innsbruck, also an fünf Standorten, vertreten. Der Standort in Graz ist der größte außerhalb der Bundeshauptstadt und seit 2019 aktiv. Sindbad soll bis 2022 flächendeckend in Österreich aktiv sein.
Der Name „Sindbad“ soll an das morgenländische Märchen aus Tausendundeiner Nacht erinnern, worin ein armer Mann namens Sindbad einem reichen Seefahrer und Kaufmann mit demselben Namen begegnet. Sindbad der Seefahrer verköstigt den armen Lastenträger und beschenkt ihn. Auch das Sozialunternehmen Sindbad verbindet durch ihre Arbeit verschiedene Lebenswelten und die Mentees brechen, wie der Seefahrer aus dem Märchen, mutig auf zu neuen Ufern.

## Konzept
Das Konzept des Social Business Sindbad basiert auf der Idee, dem gesellschaftlichen Problem der Jugendarbeitslosigkeit und der Orientierungslosigkeit von Jugendlichen nach der Pflichtschule, insbesondere nach der Neuen Mittelschule und der Polytechnischen Schule, über zwischenmenschliche Beziehungen (1:1) entgegenzuwirken. Sindbad stützt sich, sowohl im sozialen Aspekt sowie auch im unternehmerischen Aspekt seiner Arbeit, auf direkte, synergetische zwischenmenschliche Zusammenarbeit.

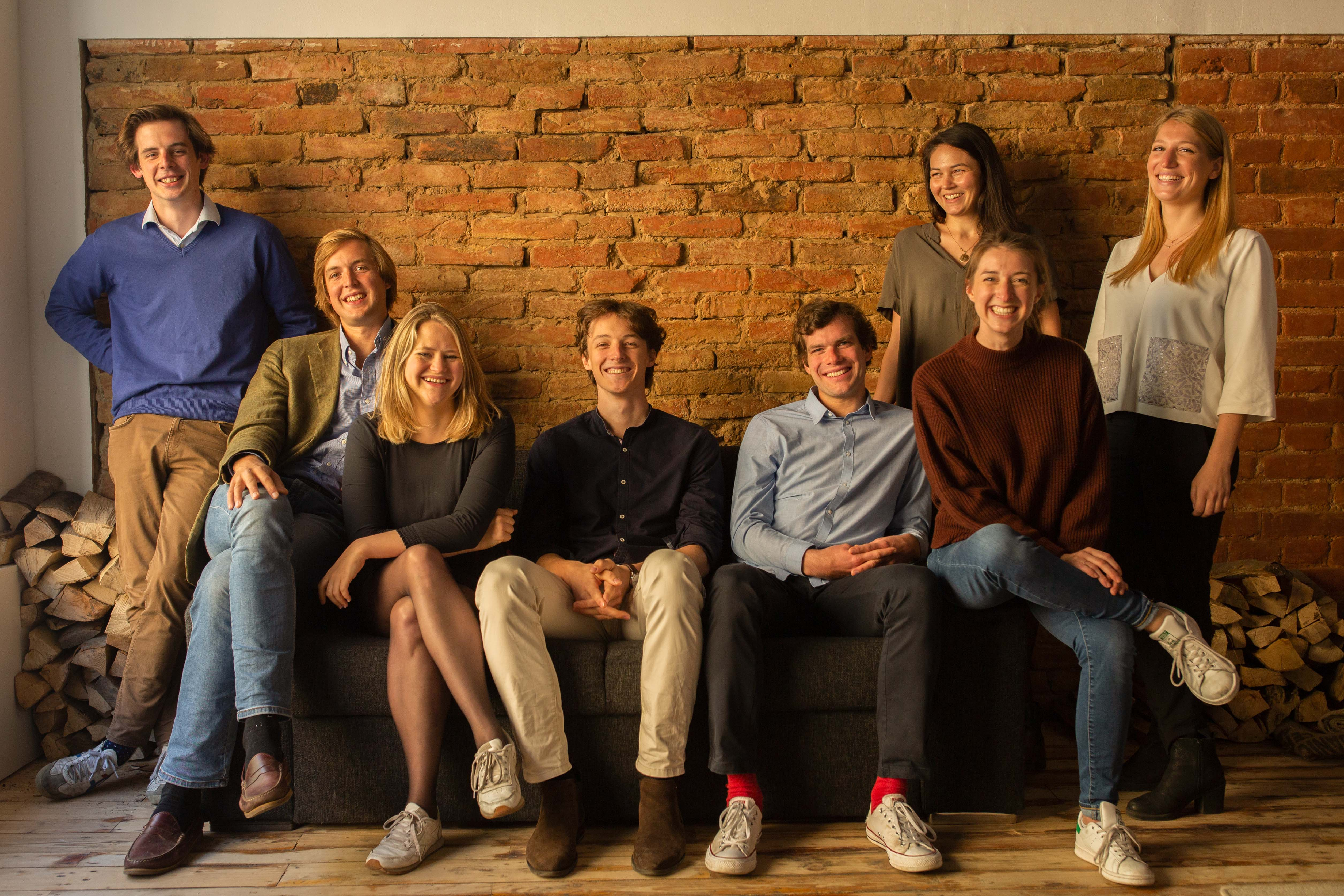
Sindbad Holding Team (Zentrale)

## Finanzierung
Die Finanzierungsquellen von Sindbad sind einerseits private Geldgeber, öffentliche und staatliche Förderungen. Andererseits bietet Sindbad Dienstleistungen für Unternehmen im Rahmen der Personalentwicklung an, um nicht von Förderungen abhängig zu sein. So kombiniert Sindbad Unternehmerisches mit Gesellschaftlichem und Sozialem.
Eine der angebotenen Dienstleistungen ist das Sindbad Persönlichkeits-Training. Dieses bietet die Möglichkeit, junge Mitarbeiter zwischen 20 und 35 Jahren aus den Unternehmen der Kunden zu Profis in sozialen Führungsaufgaben zu machen. Als Mentoren übernehmen sie soziale Verantwortung, erweitern ihre sozialen Kompetenz und kommen mit fremden Lebenswelten in Kontakt. Die Mentoren werden durch ein Rahmenprogramm in Form von Trainings, Gruppensupervisionen, Einzelcoaching und Feedback von Sindbad begleitet. Die Unternehmen können mit dem Sindbad Persönlichkeits-Training eine persönliche und berufliche Weiterentwicklung ihrer Mitarbeiter erzielen und es als Employer Branding Maßnahme nutzen.
Eine weitere Dienstleistung die Sindbad anbietet, ist das Sindbad Lebenswelten-Training, welches zum Ziel hat, durch Workshops Lehrlingsausbilder einen Einblick hinter die Kulissen von Jugendlichen zu geben, um gemeinsam effektives und motiviertes Zusammenarbeiten zu ermöglichen. Dabei gibt es Workshops mit dem Fokus auf Kommunikationstrends der Jugendlichen, Motivation von Lehrlingen sowie gezieltes Employer Branding für potenzielle Lehrlinge.

## Sindbad Methode
Sindbad bietet ein Mentoringprogramm für Schüler aus Brennpunktschulen im Alter von 14 bis 16 Jahren an. Diese werden von 20- bis 35-jährigen Mentoren für 8–12 Monate begleitet. Die Mentees werden von deren Mentoren im Übergang von der Pflichtschule in eine weitere Ausbildung oder höhere Schule unterstützt und so soll ein persönlicher und individueller Vertrauensraum geschaffen werden. Dabei treffen sich die Mentoringteams mehrmals im Monat, um sich kennenzulernen, gemeinsam einen Plan zu entwickeln, Firmen oder Schulen zu besuchen und sich letztendlich für eine Ausbildungsstelle oder einen Schulplatz zu bewerben. Die Mentoren begleiten die Jugendlichen auf einem Stück ihres Lebensweges und die Jugendlichen gewinnen eine Bezugs- und Ansprechperson außerhalb derer Familien dazu.
Sindbad führt Schulbesuche durch, um das Mentoringprogramm vorzustellen. Die Zielgruppe des Mentoringprogramms sind sozio-ökonomisch benachteiligte Jugendliche aus bildungsfernen Familien. Das Programm ist für die Schüler kostenlos.
Mentoren sind Studierende oder junge Berufstätige, die Interesse an anderen Lebenswelten haben. Um die Jugendlichen begleiten zu dürfen, durchlaufen sie einen vierstufigen Rekrutierungsprozess. Vor dem ersten Treffen mit den Mentees gibt es einen zweitägigen Workshop, der die Mentoren auf ihre Rolle vorbereitet. Im Anschluss findet das erste Kennenlernen in Form eines Speeddatings mit den Jugendlichen statt und im Anschluss können die Jugendlichen ihre drei Wunsch-Mentoren angeben. Auf dieser Basis findet dann das Matching der Mentoringteams statt. Im weiteren Verlauf des Programms werden Workshops, Supervision und konkrete Lernmodule für die Betreuenden und zu Betreuenden angeboten.

## Programmwirkung

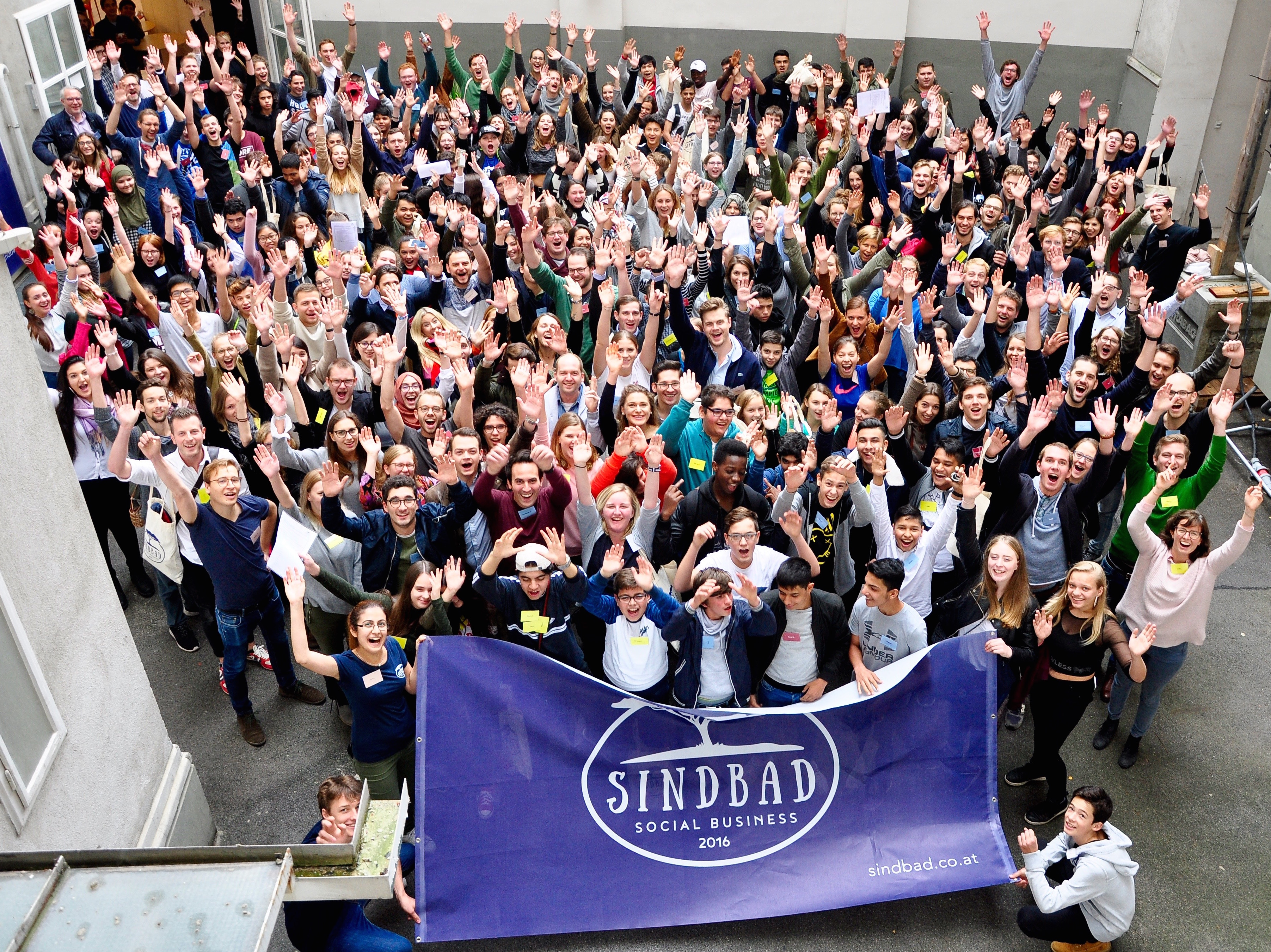
Sindbad Kick-Off

Über 1.500 Mentoringteams wurden bis 2020 durch das Sindbad Mentoringprogramm betreut.
Dabei schließen 82 % (2020) der Mentoringteams das gesamte Programm ab. Das Ziel, dass die Jugendlichen eine Lehrstelle finden oder eine weiterführende Ausbildung beginnen, wird von 85 % (2020) der Absolventen des Programms erreicht.
Die Wissenschaftliche Untersuchung „Mentoring-Programm als Leadership-Training – Eine qualitative Erhebung anhand des Sozialunternehmens ‚Sindbad‘“ zeigt positive Lerneffekte insbesondere in Hinblick auf Sozial- und Persönlichkeitskompetenzen auf. Dabei führte die Sozialarbeiterin Hinz Nicole mit 12 Mentoren von Sindbad im Alter von 26 bis 31 Jahren teilstrukturierte Leitfadeninterviews durch und wertete die Kategorien Soziale Kompetenz, Persönliche Kompetenz, Methodenkompetenz und Fachkompetenz aus. Ergebnisse der Studie zeigen, dass die Kontaktfähigkeit der Mentoren trainiert wird, Empathievermögen geschaffen wird und dass Erfahrungen in Leadership gesammelt werden. Selbst sieht mehr als die Hälfte der Befragten den größten Lerngewinn im Umgang mit Diversität. Darüber hinaus haben Mentoren eine Vorbildfunktion, welche von den Mentees anerkannt wird. Die Studie zeigt, dass beidseitig Lernpotential vorhanden ist, was zur Selbstreflexion anregt.

## Auszeichnungen
- 2020:
  - EY - Social Entrepreneur of the Year Award[17]
  - Sieger „Coca Cola Get Active Social Business Award“[18]

- 2018:
  - HR Summit Award mit Wien Energie[19]

- 2017:
  - Finale (get active award)[20]
  - AWS Social Business Call[21]

- 2016:
  - Respekt.net - Weihnachts-Award[22]